# Société Omnisports de l'Armée
O Société Omnisports de l'Armée é um clube de futebol com sede em Yamoussoukro, Costa do Marfim. A equipe compete no Campeonato Marfinense de Futebol. Foi campeão Marfinense de Futebol do ano de 2019.

## História
O clube foi fundado em 1932.